# Corallinales
Le Corallinales sono un ordine di alghe rosse.
Le Corallinales sono alghe rosse calcaree caratterizzate da uno sviluppo morfogenetico lento, che si manifesta con la deposizione di carbonato nelle pareti cellulari. Grazie alla loro struttura anatomica e citologica, le Corallinales possono vivere negli ambienti più disparati colonizzando substrati anche molto diversi: vivendo incrostanti su fondi duri, su conchiglie o altro, oppure in forme erette, articolate o libere (da "Corallinales Identification Integrated System" - Bressan, Babbini, Poropat).

## Tassonomia
- Ordine Corallinales
  - Famiglia Corallinaceae J.V.Lamouroux
  - Famiglia Hapalidiaceae J.E.Gray